# القمانة
قرية القمانة هي إحدى القرى التابعة لمركز نجع حمادى في محافظة قنا في جمهورية مصر العربية. حسب إحصاءات سنة 2006، بلغ إجمالي السكان في القمانة 17480 نسمة، منهم 8788 رجل و8692 امرأة.